# TVR 420SE
Der TVR 420SE ist ein offener Sportwagen, der von 1986 bis 1988 von TVR in Blackpool (England) gebaut wurde. Er gehört zur Familie der TVR Wedges und ist eine leistungsgesteigerte Version des TVR 390SE, der seinerseits auf dem seinerzeitigen Volumenmodell 350i basiert.

## Entstehungsgeschichte
1979 führte TVR als Nachfolger der erfolgreichen M-Serie die Wedge-Familie ein, die ihre inoffizielle Modellbezeichnung von der Keilform ihrer Karosserie (englisch Wedge) ableitete. Einziges Modell war zunächst der Tasmin 280i mit einem 2,8 Liter großen Sechszylinder-V-Motor von Ford (Köln). Er ersetzte den bisherigen 3000M. Auf der Suche nach leistungsstärkeren Varianten begann TVR noch unter der Leitung von Martin Lilley, eine Turboversion des Tasmin 280i zu entwickeln, die Lilleys Nachfolger Peter Wheeler allerdings aufgab, bevor die Serienproduktion begann. Stattdessen entstand oberhalb des Tasmin/280i der TVR 350i mit einem Achtzylindermotor von Rover. Mit einer Leistung von 147 kW (200 PS) erreichten die 350i in der Roadsterversion eine Höchstgeschwindigkeit von 219 km/h und beschleunigten von 0 auf 97 km/h (60 mph) in 6,6 Sekunden. Auf seiner Grundlage entwickelte TVR den stärkeren 390SE, der der erste einer Reihe hochgezüchteter Sonderversionen von sogenannten Big Bad Wedges (große böse Wegdes) war. 1986 erschien schließlich der 420SE, eine nochmals stärkere Version des 390SE und zu dieser Zeit das Spitzenmodell des Unternehmens. Nur wenige 420SE wurden gebaut.
Als TVR 1988 die Produktion des 390SE einstellte, endete auch die Fertigung des 420SE. Der 390SE wurde durch den 400SE ersetzt, und die Rolle des 420SE nahm nun der 450SE ein.

## Modellbeschreibung
Der TVR 420SE kombiniert die Standardkarosserie des 390SE mit dem auf 4228 cm³ Hubraum vergrößerten Motor des TVR 420SEAC. Der größere Hubraum ergab sich aus einem längeren Hub von 77 statt 71,1 mm; die Bohrung betrug wie beim Motor des 390SE 93,5 mm. Der Motor leistete 221 kW (300 PS). Äußerlich entspricht der 420SE dem 390SE; auf die besonders leichten Kunststoffkomponenten des 420SAEC wurde hier verzichtet.

## Produktion
Der 420SE war nur begrenzt verfügbar. Das Werk hielt das Auto für eine „Bestie“ und gab es nur an Kunden, von denen erwartet wurde, dass sie den Wagen beherrschen würden.
Der Produktionsumfang ist nicht vollständig geklärt. Werksseitig entstanden „mindestens drei, wahrscheinlich fünf oder sechs, aber sicher nicht mehr als zehn“ Exemplare des 420 SE. Daneben ließen zahlreiche Besitzer eines 350i oder eines 390SE ihre Autos von unabhängigen Betrieben nachträglich mit dem 4,2-Liter-Motor des 420 SEAC ausrüsten. Wie viele Fälle das betraf, ist unklar. Diese Konversionen gelten allerdings nicht als echte 420SE.